# Francis Schulte
Francis Bible Schulte (* 23. Dezember 1926 in Philadelphia; † 17. Januar 2016 ebenda) war ein US-amerikanischer Geistlicher und Erzbischof von New Orleans.

## Leben
Francis Schulte trat nach dem Besuch der Norwood-Akademie und der Sankt-Joseph-Schule in das Priesterseminar St. Charles in Overbrook ein. Später graduierte er in Politikwissenschaft an der University of Pennsylvania und Verwaltungswissenschaften an der Harvard University Graduate School of Education. Er empfing am 10. Mai 1952 die Priesterweihe für das Erzbistum Philadelphia. Nach Tätigkeit als Lehrer an katholischen Schulen in Philadelphia war er von 1960 bis 1980 in der Leitung der katholischen Schulen der Diözese engagiert, immerhin das zweitgrößte katholische Schulwesen in den Vereinigten Staaten mit über 300 Institutionen und fast 200.000 Schülern und Studierenden. Papst Paul VI. verlieh ihm den Ehrentitel Überzähliger Geheimkämmerer Seiner Heiligkeit (Monsignore).
Papst Johannes Paul II. ernannte ihn am 27. Juni 1981 zum Titularbischof von Afufenia und zum Weihbischof in Philadelphia. Die Bischofsweihe spendete ihm am 12. August 1981 der Erzbischof von Philadelphia, John Joseph Kardinal Krol; Mitkonsekratoren waren John Joseph Graham und Martin Nicholas Lohmuller, beide Weihbischöfe in Philadelphia. Im gleichen Jahr ernannte Kardinal Krol ihn zum Generalvikar.
Am 4. Juni 1985 berief ihn Johannes Paul II. zum Bischof von Wheeling-Charleston und am 6. Dezember 1988 zum Erzbischof von New Orleans. Die feierliche Amtseinführung (Inthronisation) in New Orleans fand am 14. Februar 1989. Am 3. Januar 2002 nahm Papst Johannes Paul II. sein aus Altersgründen vorgebrachtes Rücktrittsgesuch an.
Schulte war in zahlreichen Organisationen und Ämtern im Fokus der Bildung engagiert. Er wurde mit sieben Ehrendoktorwürden geehrt, unter anderem durch die Villanova University und das LaSalle College.
Francis Schulte war Großoffizier des Ritterordens vom Heiligen Grab zu Jerusalem und Großprior der US-amerikanischen Statthalterei USA Southeastern des Ritterordens.